# Kazimierz Bogdanowicz (powstaniec)
 Kazimierz Józef Bogdanowicz herbu Łada (ur. w 21 marca 1837 w Puchaczowie, zm. 9 marca 1863 w Lublinie) – polski szlachcic, dowódca oddziału wojsk polskich w czasie powstania styczniowego.

## Życiorys
Był synem Grzegorza i Marianny z Piramowiczów, wychował się w rodzinnym majątku w Nadrybiu. Kształcił się w Gimnazjum Gubernialnym w Lublinie. Wkrótce odziedziczył majątek, ponadto dzierżawił pobliską wieś Łowcza. 
Przed powstaniem był związany ze stronnictwem białych, szybko zmienił ugrupowanie dołączając do czerwonych popierających ideę powstania zbrojnego. W chwili wybuchu powstania styczniowego został wojennym naczelnikiem Nadrybia. Wystawił swój własny oddział liczący 400 piechurów i 60 jeźdźców. W nocy 22 stycznia 1863 roku nie chciał przeprowadzić ataku na garnizon rosyjski w Chełmie. Został jednak zaskoczony przez wojska carskie, które w Bukowej Małej rozbiły jego oddział. Bogdanowicz dostał się do niewoli. Wkrótce został odbity przez powstańców. Wrócił do oddziału, któremu 17 lutego dowodził w bitwie pod Rudką. „(...) po połączeniu się z oddziałem Radziejowskiego pod Uchaniem, gdy wracał z okolic Krasnego Stawu na czele 1000 ludzi, spotkany przez majora Rakuczego z Wołogodzkiego pułku piechoty w 550 piechoty i 50 kozaków pod Rudką w Lubelskim, odparł moskali ubiwszy im 40 a straciwszy swoich w zabitych 9, w rannych 13, poczem nieprzyjaciel się cofnął”. W kolejnej bitwie, 24 lutego poniósł klęskę, po której przegrupował oddział i ukrywał się niedaleko domu, w lasach w okolicy Zezulina. 26 lutego (albo 28 lutego) został schwytany, skazany na karę śmierci i rozstrzelany 9 marca w miejscu egzekucji za koszarami świętokrzyskimi w Lublinie. W 1917 roku prochy jego i innych powstańców ekshumowano i przeniesiono na cmentarz przy ul. Lipowej w Lublinie, gdzie spoczął w zbiorowej mogile powstańców. Wraz z nim spoczywają:
- Józefat Barszczewski
- Tadeusz Błoński
- Leon Frankowski
- Jan Kochański
- Józef Meskuł

oraz ponad 20 niezidentyfikowanych powstańców.

## Upamiętnienie
- Ulice w Lublinie i Łęcznej noszą imię Kazimierza Bogdanowicza.
- Kazimierz i Jan Bogdanowicz są patronami szkoły podstawowej w Nadrybiu.